# Brassia andreettae
Brassia andreettae är en orkidéart som först beskrevs av Dodson, och fick sitt nu gällande namn av Karlheinz Senghas. Brassia andreettae ingår i släktet Brassia och familjen orkidéer. Inga underarter finns listade i Catalogue of Life.